# Сюзанна Веґа
Сюзанна Надін Веґа (англ. Suzanne Nadine Vega, нар. 11 липня, 1959, Санта-Моніка, Каліфорнія, США) — американська співачка, авторка пісень та музична продюсерка.
Музичну кар'єру розвиває вже понад 30 років, ставши відомою в середині 1980-х. Випустила чотири сингли, які були в топ-40 чартів Великої Британії протягом 1980-х і 1990-х: «Marlene on the Wall», «Left of Center», «Luka» та «No Cheap Thrill».
На пісню «Tom's Diner» з другого альбому «Solitude Standing» в 1990 році англійський електродует «DNA» створив танцювальний ремікс, випустивши його пізніше разом з Веґа. Він потрапив в топ-10 хіт-парадів у понад п'яти країнах. Оригінальну акапельну версію пісні використовували для тестування при розробці формату MP3, за що Сюзанну Веґа часто називають «Матір'ю MP3».
Веґа випустила дев'ять студійних альбомів, останній з яких «Lover, Beloved: Songs from an Evening with Carson McCullers» вийшов у 2016 році.
11 вересня 2020 року світ побачив новий концертний альбом співачки «An Evening of New York Songs and Stories».

## Життєпис

### Юність
Сюзанна Веґа народилася 11 липня 1969 року в місті Санта-Моніка, штат Каліфорнія. Батьки розлучились невдовзі після її народження. Її матір, Пат Веґа (англ. Pat Vega), до шлюбу Шумахер (англ. Schumacher) — комп'ютерна системна аналітикиня з німецько-шведським корінням. Батько, Річард Пек (англ. Richard Peck), був шотландсько-англійсько-ірландського походження. Її вітчим, Едгардо Вега Юнке (англ. Edgardo Vega Yunqué), також знаний як Ед Веґа, був письменником та викладачем з Пуерто-Рико. Коли Сюзанн було 2,5 роки, сім'я переїхала до Нью-Йорка. Вони жили в Східному Гарлемі та Верхньому Вест-Сайді. Сюзанн не знала, що Ед не був її рідним батьком, до 9 років. Зі справжнім батьком вона вперше побачилась у майже 30 років, відтоді вони підтримували зв'язок.
В 1977 році Веґа закінчила Вищу школу театрального мистецтва (англ. High School of Performing Arts), пізніше перейменовану в Вищу школу Фіорелло Г. ЛаГуардія (англ. Fiorello H. LaGuardia High School), в якій вивчала танець модерн.

### Кар'єра

#### 1980-ті
Вступивши до Барнард-коледжу на напрямок «англійська література», вона виступала в невеликих клубах Гринвіч-Віллиджа, де постійно брала участь в понеділкових вечірніх зібраннях поетів-піснярів, які організовував Джек Гарді в Cornelia Street Cafe. Деякі з її перших пісень потрапили в музичний альбом для молодих виконавців Fast Folk. В 1984 році вона підписала солідний контракт з фірмою звукозапису A&M Records, ставши однією з перших серед виконавців з Fast Folk, які вийшли на серйозні лейбли.
В 1985 році вийшов дебютний альбом співачки під однойменною назвою «Suzanne Vega». Він був добре сприйнятий критикою в США і досягнув платинового статусу в Великій Британії. Працювати над альбомом допомагав колишній гітарист співачки та композиторки Патті Сміт — Ленні Кей і продюсер Стів Аббаддо. Композиції альбому Веґа виконувала під акустичну гітару з нескладним аранжуванням. На пісню «Marlene on the Wall» з цього альбому був відзнятий відеокліп, який потрапив в ротацію на MTV та VH1. В цей час Веґа написала ще дві свої пісні («Lightning» та «Freezing») на музику Songs from Liquid Days композитора Філіпа Ґласса.
Пісня «Left of Center», яку Веґа написала спільно з Стівом Аббаддо для фільму Джона Г'юза «Красуня у рожевому», зайняла 32 сходинку в UK Singles Chart 1986 року.
Її наступний альбом Solitude Standing (1987) отримав схвальні відгуки та розійшовся тиражем в мільйон примірників в США. До нього увійшов хіт «Luka», написаний від імені хлопчика, що страждає від насильства батьків — на той час незвична тема для синглів з вершини хіт-парадів. Тримаючи акцент на акустичній гітарі, пісні Веґа стають дедалі більше поп-орієнтованими зі все складнішим аранжуванням. Після успіху альбому в 1989 році Вега стала першою жінкою-хедлайнеркою на Ґластонберському фестивалі. Фестиваль відзначився тим, що їй довелось виступати в бронежилеті, тому що напередодні її гурт отримував смертні погрози від одержимого фаната.
Виконана акапельно пісня «Tom's Diner» з альбому Solitude Standing стала хітом в 1990 році, після того як два британських танцювальних продюсери під назвою «DNA» створили на неї ремікс. Трек спочатку розповсюджувався несанкціоновано, доки Веґа не дозволила зробити реліз через її звукозаписну компанію. В результаті він став її найбільшим хітом.

#### 1990-ті
Третій альбом Веґа, Days of Open Hand (1990) зберіг музичний стиль двох попередніх.
В 1992 році світ побачив новий альбом співачки 99.9F°. Він поєднував мотиви народної музики, танцювальних бітів і індастріал стилю. Платівка здобула золотий статус RIAA розійшовшись тиражем в понад 500 000 копій в США. Сингл «Blood Makes Noise» з цього альбому посів перше місце в чарті Alternative Songs.
В 1996 році  Веґа випустила свій п'ятий альбом, Nine Objects of Desire. Пісня «Caramel» з цього альбому з'явилась у фільмі Правда про кішок і собак, а також у трейлері фільму Близькість. Пісня «Woman on the Tier», що не потрапила до альбому, стала саундтреком фільму «Мрець іде».
В 1997 році Веґа взяла участь у записі вокальної частини концептуального альбому Джо Джексона Heaven & Hell — музичної інтерпретації семи смертних гріхів.
В 1999 році компанія Avon видала книгу Веґа The Passionate Eye: The Collected Writings of Suzanne Vega — збірник віршів, текстів, нарисів та публіцистичних творів.

#### 2000-ті

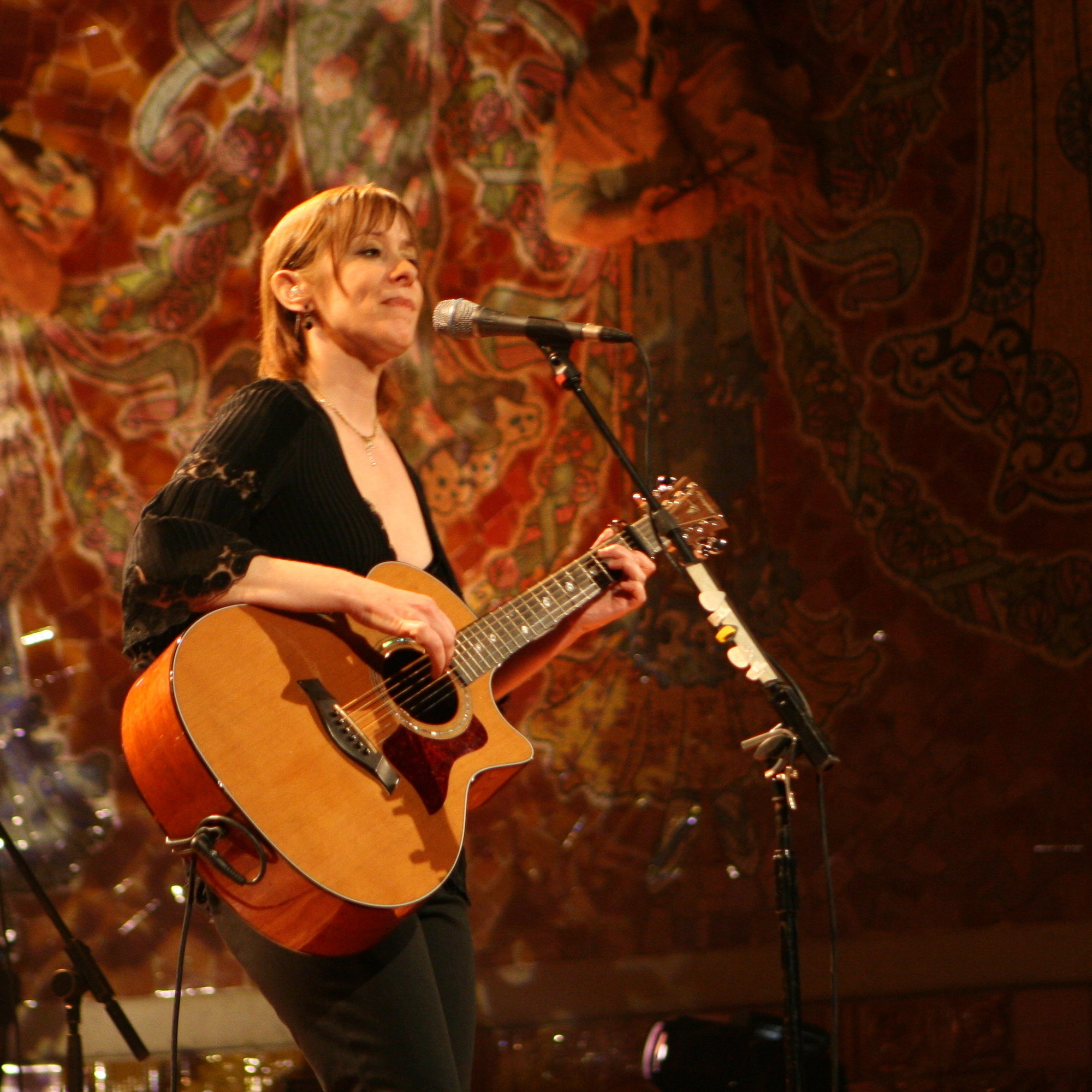
Веґа на сцені. Барселона, 2008 рік

У вересні 2001 року Веґа випустила новий альбом Songs in Red and Gray. Три пісні з нього стосувались розлучення з першим чоловіком, Мітчелом Фрумом.
На концерті, присвяченому пам'яті свого брата Тіма, у грудні 2002 року Веґа почала зніматися в документальному фільмі «Some Journey» з режисером Крістофером Сойфертом від компанії «Mooncusser Films». Однак роботу не було завершено.
Андеґраундний хіп-хоп дует Felt в 2002 році випустив альбом «Felt: A Tribute to Christina Ricci», один з треків в якому мав назву «Suzanne Vega».
У 2003 році Веґа випустила збірку своїх найкращих хітів Retrospective: The Best of Suzanne Vega, до складу якої увійшла 21 пісня (до складу британської версії збірки увійшов DVD-диск, що містив 12 пісень та бонусний CD-диск з іще 8-ма піснями). У цьому ж році володар Греммі джаз-гітарист Білл Фрізелл запросив її зіграти на концертах Century of Song у знаменитому  Рурському Трієнале в Німеччині.
У 2003 році вона вела радіопередачу «American Mavericks» про американських композиторів ХХ століття, яка отримала премію Пібоді у галузі суспільного мовлення.
3 серпня 2006 року Веґа стала першою відомою музичною виконавицею, яка виступала у прямому інтернет-ефірі віртуального світу Second Life. Організатором заходу виступив Джон Гокенберрі з громадського радіо The Infinite Mind.
Весною 2006 року вона підписала новий контракт з лейблом Blue Note Records, а 17 липня 2007 року випустила альбом «Beauty & Crime». Продюсер Джиммі Гоґарт отримав Греммі за цей альбом в номінації «Найкращий дизайн альбому, не класичного» (англ. Best Engineered Album, Non-Classical). Її контракт не було продовжено, і вона припинила працювати з лейблом в червні 2008 року.
У 2007 році Веґа, наслідуючи приклад багатьох інших популярних виконавців, випустила свій трек «Pornographer's Dream» з podsafe ліцензією. Пісня два тижні знаходилась на першому місці рейтингу PMC Top10 annual countdown, до кінця року опустившись на 11 позицію. 2015 року Веґа входила в журі 14-ї щорічної музичної премії Independent Music Awards з метою сприяння просуванню незалежних музикантів. Вона також була в журі на 6-ій, 7-ій, 8-ій, 9-ій, 10-ій, 11-ій, 12-ій і 13-ій церемоніях нагородження цієї премії.

#### 2010-ті

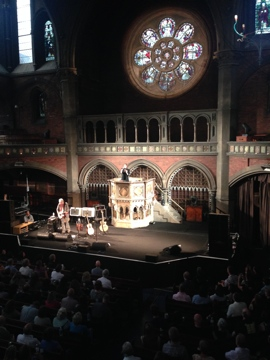
Веґа в каплиці Юніон, Лондон, 2015 рік, імпровізація на амвоні

Часткова версія кавер-версії її пісні «Tom's Diner» була використана для презентації британського фільму 2010 року 4.3.2.1, текст пісні був значно перероблений задля відповідності сюжету фільму. Цей кавер вийшов як окрема пісня під назвою «Keep Moving». Разом з Danger Mouse, Sparklehorse, Девідом Лінчем Веґа брала участь у записі альбому «Dark Night of the Soul». Надихнувшись біографією Пабло Пікассо, вона написала мелодію та текст пісні «The Man Who Played God» (укр. Людина, що грала Бога). 2011 року Веґа спільно зі співаком-виконавцем Джонатаном Коултоном записала пісню «Now I Am Arsonist» для його альбому 2011 року Artificial Heart.
На своїх живих виступах Веґа та її багаторічний співвиконавець Джеррі Леонард почали виконувати низку нових пісень у своїй програмі, зокрема улюблену фанатами «I Never Wear White». Протягом року пісні записувались у живій студії за допомогою запрошених гостей. Спродюсований Джеррі Леонардом восьмий альбом співачки Tales from the Realm of the Queen of Pentacles вийшов у лютому 2014 року. Це був перший її альбом з новим матеріалом за сім років. Він також став її першим студійним альбомом і вперше з 1992 року альбом Веґи потрапив в топ-40 альбомів Великої Британії зайнявши 37 місце.
14 жовтня 2016 року вийшов новий альбом співачки «Lover, Beloved: Songs from an Evening with Carson McCullers».
25 червня 2019 року The New York Times Magazine заніс Сюзанну Веґа до списку сотень артистів, чиї матеріали були пошкоджені під час пожежі 2008 року на студії Universal Studios.

## Особисте життя
17 березня 1995 року Веґа одружилася з Мітчелом Фрумом, музичним продюсером її альбомів 99.9F° і Nine Objects of Desire. 8 липня 1994 року народила дочку Рубі Фрум. Гурт Soul Coughing назвав свій альбом Ruby Vroom на її честь. Розлучилась із чоловіком в 1998 році.
11 лютого 2006 року одружилася з Полом Міллсом, юристою та поетом, «через 22 роки після його першої пропозиції».
Починаючи з 2010 року Рубі час від часу виступала на сцені разом з матір'ю під час турів.
Веґа практикує Нітірен-сю буддизм і є членкинею американського відділення всесвітньої буддистської асоціації Soka Gakkai International.

## Дискографія

### Альбоми
- 1985 Suzanne Vega — сходинка в чартах: Велика Британія #11, США #91, Австралія #23
- 1987 Solitude Standing — сходинка в чартах: Велика Британія #2, США #11, Австралія #7
- 1990 Days of Open Hand — сходинка в чартах: Велика Британія #7, США #50
- 1992 99.9F° — сходинка в чартах: Велика Британія #20, США #86
- 1996 Nine Objects of Desire — сходинка в чартах: Велика Британія #43, США #92
- 1998 Tried & True: The Best of Suzanne Vega[en] — сходинка в чартах: Велика Британія #46, Австралія #96
- 2001 Songs in Red and Gray — сходинка в чартах: США #178
- 2003 Retrospective: The Best of Suzanne Vega — сходинка в чартах: Велика Британія #27
- 2007 Beauty & Crime
- 2010 Close-Up Vol.1, Love Songs
- 2010 Close-Up Vol.2, People & Places
- 2011 Close-Up Vol.3, States Of Being
- 2012 Close-Up Vol. 4, Songs of Family
- 2014 Tales from the Realm of the Queen of Pentacles
- 2016 Lover, Beloved: Songs from an Evening with Carson McCullers
- 2025 Flying with Angels

### Сингли
- 1985 «Marlene On The Wall» — сходинка в чарті: Велика Британія #83
- 1985 «Small Blue Thing» — сходинка в чарті: Велика Британія #66
- 1985 «Knight Moves»
- 1986 «Marlene On The Wall» другий випуск — сходинка в чартах: Велика Британія #21, Австралія #39
- 1986 «Left Of Centre» — сходинка в чартах: Велика Британія #32, Австралія #35
- 1986 «Gypsy» — сходинка в чарті: Велика Британія #77
- 1987 «Luka» — сходинка в чартах: Велика Британія #23, США #3, Австралія #21
- 1987 «Tom's Diner» — сходинка в чарті: Велика Британія #58
- 1987 «Solitude Standing» — сходинка в чартах: Велика Британія #79, США #94, Австралія #91
- 1990 «Book Of Dreams» — сходинка в чарті: Велика Британія #66
- 1990 «Tired of Sleeping»
- 1990 «Men in a War»
- 1990 «Tom's Diner (ремікс)» — сходинка в чартах: Велика Британія #2, США #5, Австралія #8
- 1991 «Rusted Pipe (ремікс)», промодиск
- 1992 «In Liverpool» — сходинка в чарті: Велика Британія #52
- 1992 «99.9F°» — сходинка в чарті: Велика Британія #46
- 1992 «Blood Makes Noise» — сходинка в чартах: Велика Британія #60, Австралія #61
- 1993 «When Heroes Go Down» — сходинка в чарті: Велика Британія #58
- 1995 «The Long Voyages» з Джоном Кейлом
- 1996 «Caramel»
- 1996 «No Cheap Thrill» — сходинка в чарті: Велика Британія #40
- 1997 «Birth-day», промодиск
- 1997 «World before Columbus»
- 1997 «Headshots», промодиск
- 1998 «Book & a Cover»
- 1999 «Rosemary / Remember me»
- 2001 «Widow's Walk», промодиск
- 2001 «Last Year's Troubles», промодиск
- 2001 «Penitent», промодиск
- 2002 «(I'll never be) Your Maggie May», промодиск

## Нагороди та номінації
| Рік  | Нагороди                             | Робота                              | Категорія                                | Результат |
| ---- | ------------------------------------ | ----------------------------------- | ---------------------------------------- | --------- |
| 1985 | Billboard Music Awards               | -                                   | «Billboard Top 200 співачок»             | Номінація |
| 1987 | Billboard Music Awards               | -                                   | «Billboard Top 200 співачок»             | Номінація |
| 1987 | Billboard Music Awards               | -                                   | «Billboard Top 200 виконавців»           | Номінація |
| 1987 | Billboard Music Awards               | -                                   | «Billboard Hot 100»                      | Номінація |
| 1987 | Billboard Music Awards               | -                                   | «Billboard Hot 100 співачок»             | Номінація |
| 1987 | Billboard Music Awards               | Solitude Standing                   | «Billboard Top 200 альбомів»             | Номінація |
| 1987 | Billboard Music Awards               | Solitude Standing                   | «Top Pop компакт-дисків»                 | Номінація |
| 1987 | Billboard Music Awards               | «Luka»                              | «Top Hot 100 пісень»                     | Номінація |
| 1987 | Нагорода журналу New Musical Express | -                                   | «Найкраща співачка»                      | Перемога  |
| 1988 | Pollstar Concert Industry Awards     | -                                   | «Small Hall Tour of the Year»            | Номінація |
| 1988 | MTV Video Music Awards               | «Luka»                              | «Найкраще відео співачки»                | Перемога  |
| 1988 | MTV Video Music Awards               | «Luka»                              | «Відео-прорив року»                      | Номінація |
| 1988 | MTV Video Music Awards               | «Luka»                              | «Найкраща операторська робота»           | Номінація |
| 1988 | Нагорода Греммі                      | «Luka»                              | «Пісня року»                             | Номінація |
| 1988 | Нагорода Греммі                      | «Luka»                              | «Запис року»                             | Номінація |
| 1988 | Нагорода Греммі                      | «Luka»                              | «Найкраще жіноче вокальне поп виконання» | Номінація |
| 1990 | Нагорода Греммі                      | «Days of Open Hand»                 | «Найкращий альбом сучасного фольку»      | Номінація |
| 1990 | Нагорода Греммі                      | «Days of Open Hand»                 | «Найкраща обкладинка альбому»            | Перемога  |
| 1992 | Billboard Music Video Awards         | «Blood Makes Noise»                 | «Найкраще поп/рок-відео співачки»        | Номінація |
| 1993 | New York Music Awards                | «99.9F°»                            | «Найкращий рок-альбом»                   | Перемога  |
| 2003 | Glamour Awards                       | -                                   | «Жінка року»                             | Перемога  |
| 2004 | Премія Пібоді                        | -                                   | «Entertainment»                          | Перемога  |
| 2008 | Нагорода Греммі 2008                 | «Beauty & Crime»                    | «Найкраща звукорежисура альбому»         | Перемога  |
| 2010 | New York Music Awards                | «Close-Up Vol. 1, Love Songs»       | «Найкраща поп/рок збірка»                | Перемога  |
| 2012 | Drama Desk Awards                    | «Carson McCullers Talks About Love» | «Видатна музика в постановці п'єси»      | Номінація |